# Hetland
Hetland és una població dels Estats Units a l'estat de Dakota del Sud. Segons el cens del 2000 tenia 43 habitants.

## Demografia
Segons el cens del 2000, Hetland tenia 43 habitants, 18 habitatges, i 10 famílies. La densitat de població era de 150,9 habitants per km².
Dels 18 habitatges en un 27,8% hi vivien nens de menys de 18 anys, en un 44,4% hi vivien parelles casades, en un 11,1% dones solteres, i en un 44,4% no eren unitats familiars. En el 38,9% dels habitatges hi vivien persones soles el 16,7% de les quals corresponia a persones de 65 anys o més que vivien soles. El nombre mitjà de persones vivint en cada habitatge era de 2,39 i el nombre mitjà de persones que vivien en cada família era de 3,3.
Per edats la població es repartia de la següent manera: un 27,9% tenia menys de 18 anys, un 20,9% entre 18 i 24, un 23,3% entre 25 i 44, un 16,3% de 45 a 60 i un 11,6% 65 anys o més.
L'edat mediana era de 28 anys. Per cada 100 dones de 18 o més anys hi havia 106,7 homes.
La renda mediana per habitatge era de 32.500 $ i la renda mediana per família de 32.813 $. Els homes tenien una renda mediana de 21.667 $ mentre que les dones 13.750 $. La renda per capita de la població era de 9.239 $. Cap de les famílies estaven per davall del llindar de pobresa.

## Poblacions més properes
El següent diagrama mostra les poblacions més properes.